# Sykehuset Levanger Station
Sykehuset Levanger Station (Sykehuset Levanger holdeplass) er en tidligere jernbanestation på Nordlandsbanen, der ligger ved Sykehuset Levanger i Levanger i Norge. Hos Bane Nor hedder den Innherred Sykehus Station (Innherred sykehus holdeplass) efter sygehusets navn indtil 2002. Mens den var i drift bestod stationen af et spor og en perron med et læskur.
Stationen åbnede som trinbræt 20. december 1995. Betjeningen med persontog ophørte 12. december 2010. Det skyldtes et påbud fra Statens jernbanetilsyn, der var begrundet i sikkerhedshensyn. Ifølge sikkerhedsforskriften var perronen for kort og kunne kun betjenes af tog, der var kortere end dem, der kørte på strækningen.